# جیم کرول
جیم کرول (انگلیسی: Jim Carroll; ۱ اوت ۱۹۴۹ – ۱۱ سپتامبر ۲۰۰۹) یک خواننده، و شاعر اهل ایالات متحده آمریکا بود. وی بین سال‌های ۱۹۶۷ تا ۲۰۰۹ میلادی فعالیت می‌کرد. فیلم خاطرات بسکتبال دربارهٔ زندگی اوست